# Nicholas Lea
Nicholas Lea (nacido el 22 de junio de 1962, Nicholas Christopher Herbert) es un actor canadiense conocido por su trabajo en The X-Files como Alex Krycek y en Kyle XY como Tom Foss.

## Biografía
Nicholas Lea nació en New Westminster, Columbia Británica. Su primer papel importante fue en la serie de televisión The Commish, donde actuó como el Oficial Enrico Caruso entre 1991 y 1994. Durante este tiempo fue invitado a interpretar un papel menor en un episodio de la primera temporada de Expediente X titulado "Gender Bender" . Los productores quedaron impresionados por su rendimiento y cuando, en la segunda temporada volvió para audicionar, esta vez para el papel de agente del FBI Alex Krycek, fue un éxito. 
Nicholas Lea fue invitado estrella en once episodios entre 1994 y 1996 y se convirtió en un personaje popular entre los aficionados. Debido a la fácil disposición de su personaje para cambiar de bando, era conocido como el "ratboy". En el episodio de la tercera temporada "Apocypha", Kyle es abandonado a su suerte en un silo, junto a una nave extraterrestre. Esto le permitió tomar un papel estelar en la serie "Once a Thief" - que siguió a la película de John Woo de 1996 del mismo nombre - junto a Ivan Sergei. La serie fue cancelada después de una temporada. Lea continuó interpretando a Krycek, quien se convirtió en un némesis no sólo de Mulder y Scully, sino en particular de AD Skinner (Mitch Pileggi).
Lea coprotagonizó con Lau Ching-Wan, Theresa Lee (李绮红) y Bif Naked la coproducción entre Hong Kong y Canadá Lunch With Charles, en 2001..
En 2006, Nicholas Lea obtuvo un papel en Kyle XY como Tom Foss, tutor de Kyler, y fue uno de los principales actores (interpretando a Ethan McKaye) en la serie de televisión canadiense Whistler. También fue productor asociado del programa. Lea decidió no volver a Whistler en su segunda temporada.
En 2012 interpretó a Eliot Ness, que formó el grupo cumplimiento de la ley Los intocables, en el episodio de Supernatural "Time After TIme" de la séptima temporada.
Ha sido invitado estrella en diversas series de TV, tales como NYPD Blue, Andrómeda, Sliders, Highlander: La Serie, CSI (como el novio de Catherine Willows) y Men in Trees (como Eric, el ministro). También es miembro de la Junta Directiva del Lyric School of Acting en Vancouver.

## Filmografía

### Film
| Año  | Título                              | Rol                          | Notas      |
| ---- | ----------------------------------- | ---------------------------- | ---------- |
| 1989 | American Boyfriends                 | Ron                          |            |
| 1990 | Xtro II: The Second Encounter       | Baines                       |            |
| 1993 | From Pig to Oblivion                |                              | Corto      |
| 1994 | The Raffle                          | David Lake                   |            |
| 1995 | Bad Company                         | Jake                         |            |
| 2000 | Vertical Limit                      | Tom McLaren                  |            |
| 2001 | Lunch with Charles                  | Matthew                      |            |
| 2001 | The Impossible Elephant             | Steven Harris                |            |
| 2001 | A Shot in the Face                  | The Robber                   |            |
| 2002 | Ignition                            | Peter Scanlon                |            |
| 2003 | Threshold                           | Dr. Jerome 'Geronimo' Horne  |            |
| 2003 | Moving Malcolm                      | Herbert                      |            |
| 2003 | See Grace Fly                       | Grace - machi                | Voz        |
| 2005 | Chaos                               | Det. Vincent Durano          |            |
| 2007 | Butterfly on a Wheel                | Jerry Crane                  |            |
| 2007 | American Venus                      | Dougie                       |            |
| 2007 | Hastings Street                     | Charlie                      | Voz, corto |
| 2008 | Vice                                | Jenkins                      |            |
| 2008 | Crime                               | Varsity Coach                |            |
| 2008 | Mothers & Daughters                 | Nicholas, invitado a la cena |            |
| 2009 | Dancing Trees                       | Detective Velez              |            |
| 2009 | Unspoken Rules                      | Narrador                     |            |
| 2009 | Excited                             | Skidder                      |            |
| 2010 | Guido Superstar: The Rise of Guido  | Mr. Other Guy                |            |
| 2012 | Crimes of Mike Recket               | Mike Recket                  |            |
| 2017 | Before I Fall                       | Dan Kingston                 |            |
| 2018 | The Bletchley Circle: San Francisco | George Mason                 |            |
| 2018 | The Lie                             | Detective Rodney Barnes      |            |

### Televisión
| Año       | Título                                | Rol                              | Notas                                       |
| --------- | ------------------------------------- | -------------------------------- | ------------------------------------------- |
| 1991–1994 | The Commish                           | Ricky Caruso                     | 33 episodios                                |
| 1993      | Madison                               | Jack                             | 1 episodio                                  |
| 1993      | The Hat Squad                         | Brett Halsey                     | 1 episodio                                  |
| 1993      | North of 60                           | 2ndo Teniente Lloyd Hillard      | 1 episodio                                  |
| 1994      | Robin's Hoods                         | Loren Faber                      | 1 episodio                                  |
| 1994–1996 | Highlander: The Series                | Cory Raines / Rodney Lange       | 2 episodios                                 |
| 1994–2002 | The X Files                           | Michel / Alex Krycek             | 24 episodios                                |
| 1995      | The Marshal                           | Ray Turner                       | Piloto                                      |
| 1995      | Jake and the Kid                      | Tony Edwards / Mack Smith        | 1 episodio                                  |
| 1995–1996 | Sliders                               | Ryan Simms                       | 2 episodios                                 |
| 1996      | Lonesome Dove: The Outlaw Years       | Tom Andrews                      | 1 episodio                                  |
| 1996      | Once a Thief                          | Victor Mansfield                 | Film para TV                                |
| 1996      | The Burning Zone                      | Philip Padgett                   | 1 episodio                                  |
| 1996–1998 | Once a Thief                          | Victor Mansfield                 | Rol central                                 |
| 1997      | Once a Thief: Brother Against Brother | Victor Mansfield                 | Film para TV                                |
| 1997      | Moloney                               | Anson Greene                     | 1 episodio                                  |
| 1997      | Their Second Chance                   | Roy                              | Film para TV                                |
| 1998      | Once a Thief: Family Business         | Victor Mansfield                 | Film para TV                                |
| 1998–1999 | The Outer Limits                      | Jacob Hardy / Mac 27             | 2 episodios                                 |
| 2000      | Kiss Tomorrow Goodbye                 | Dustin Yarma                     | Film para TV                                |
| 2001      | Earth Angels                          | Maximillian                      | Film para TV                                |
| 2002      | NYPD Blue                             | Frank Colohan                    | 3 episodios                                 |
| 2002      | The Investigation                     | Les Forsythe                     | Film para TV                                |
| 2003–2004 | Andromeda                             | Tri-Lorn                         | 4 episodios                                 |
| 2004      | Judging Amy                           | Vincent Canello                  | 1 episodio                                  |
| 2004      | CSI: Crime Scene Investigation        | Chris Bezich                     | 4 episodios                                 |
| 2005      | Deadly Isolation                      | Patrick Carlson / Jeff Watkins   | Film para TV                                |
| 2005      | Category 7: The End of the World      | Monty                            | Film para TV                                |
| 2006      | Whistler                              | Ethan McKaye                     | 13 episodios                                |
| 2006–2009 | Kyle XY                               | Tom Foss                         | 26 episodios                                |
| 2007      | Drive                                 | Sr. Bright                       | Piloto no emitido                           |
| 2007–2008 | Men in Trees                          | Eric                             | 10 episodios                                |
| 2009      | Burn Notice                           | Quinn Luna                       | 1 episodio                                  |
| 2009      | Without a Trace                       | Raymond Walsh                    | 1 episodio                                  |
| 2010      | CSI: Miami                            | Donald Newhouse                  | 1 episodio                                  |
| 2010–2011 | V                                     | Joe Evans                        | 5 episodios                                 |
| 2011      | Obsession                             | Sebastian Craig                  | Film para TV                                |
| 2012      | Once Upon a Time                      | The Woodcutter / Michael Tillman | 1 episodio                                  |
| 2012      | The Philadelphia Experiment           | Bill Gardner                     | Film para TV                                |
| 2012–2013 | Continuum                             | Agent Gardiner                   | 8 episodios                                 |
| 2012      | Supernatural                          | Eliot Ness                       | 1 episodio                                  |
| 2013      | King & Maxwell                        | Theo Bancroft                    | 1 episodio                                  |
| 2013      | The Killing                           | Dale Daniel Shannon              | 5 episodios                                 |
| 2014      | Arrow                                 | Mark Francis                     | 3 episodios                                 |
| 2015      | Unveiled                              | Bill                             | Film para TV                                |
| 2019      | The Twilight Zone                     | Captain Donner                   | Episodio: "Nightmare at 30,000 Feet"        |
| 2019      | The InBetween                         | Jace Gray                        | Episodio: "While The Song Remains The Same" |
| 2020-2021 | The Stand                             | Norris                           | 5 episodios                                 |
| 2023      | The Fall of the House of Usher        | Juez John Neal                   | 4 episodios                                 |